# Клоуверленд (округ Дуглас, Вісконсин)
Клоуверленд (англ. Cloverland) — місто (англ. town) в США, в окрузі Дуглас штату Вісконсин. Населення — 249 осіб (2020).

## Демографія
Згідно з переписом 2010 року, у місті мешкало 210 осіб у 86 домогосподарствах у складі 56 родин. Було 139 помешкань
Расовий склад населення:
| - 96,7 % — білих - 1,9 % — корінних американців - 1,0 % — азіатів |

До двох чи більше рас належало 0,5 %. Частка іспаномовних становила 0,0 % від усіх жителів.
За віковим діапазоном населення розподілялося таким чином: 21,4 % — особи молодші 18 років, 65,3 % — особи у віці 18—64 років, 13,3 % — особи у віці 65 років та старші. Медіана віку мешканця становила 45,0 року. На 100 осіб жіночої статі у місті припадало 85,8 чоловіків;  на 100 жінок у віці від 18 років та старших — 98,8 чоловіків також старших 18 років.
Середній дохід на одне домашнє господарство  становив 74 575 доларів США (медіана — 64 750), а середній дохід на одну сім'ю — 92 300 доларів (медіана — 83 750). Медіана доходів становила 39 063 долари для чоловіків та 77 500 доларів для жінок. За межею бідності перебувало 9,2 % осіб, у тому числі 0,0 % дітей у віці до 18 років та 9,7 % осіб у віці 65 років та старших.
Цивільне працевлаштоване населення становило 104 особи. Основні галузі зайнятості: освіта, охорона здоров'я та соціальна допомога — 24,0 %, мистецтво, розваги та відпочинок — 19,2 %, виробництво — 11,5 %, роздрібна торгівля — 10,6 %.